# ヘルマン・クライン
ヘルマン・クライン（Hermann Joseph Klein、1844年9月11日 - 1914年7月1日）は、ドイツの天文学者・気象学者である。
ケルンに生まれた。本屋を営む一方、数学と、天文学を学び、私設の天文観測所を設けた。ケルン大学で学位を得た。月面の観測を行ったことで知られる。ケルン新聞社(Kölnische Zeitung)の設立した気象観測所の所長を務めた。一般向けの天文雑誌Siriusや科学雑誌Gaeaを創刊し、1890年からは天文学と地球物理学の年鑑Jahrbuch der Astronomie und Geophysikを発行した。

## 著書
- Anleitung zur Durchmusterung des Himmels. Braunschweig (1880年)
- Allgemeine Witterungskunde. Wien & Prag (1887年)
- Sternatlas. Leipzig (1888年)
- Astronomische Abende. Leipzig (1890年)
- Kosmologische Briefe. Leipzig (1897年)
- Die Wunder des Erdballs. Leipzig (1898年)
- Fuhrer am Sternenhimmel. Leipzig (1892年)